# Falmouth (Virgínia)
Falmouth é uma Região censo-designada localizada no estado norte-americano de Virginia, no Condado de Stafford.

## Demografia
Segundo o censo norte-americano de 2000, a sua população era de 3624 habitantes.

## Geografia
De acordo com o United States Census Bureau tem uma área de
8,4 km², dos quais 8,1 km² cobertos por terra e 0,3 km² cobertos por água.

## Localidades na vizinhança
O diagrama seguinte representa as localidades num raio de 24 km ao redor de Falmouth.